# Sarangi Silva
Sandaradura Lakshini Sarangi Silva (* 27. Oktober 1996) ist eine sri-lankische Leichtathletin, die sich auf den Weitsprung spezialisiert hat, aber auch im Sprint an den Start geht.

## Sportliche Laufbahn
Erste internationale Erfahrungen sammelte Sarangi Silva im Jahr 2012, als sie bei den Juniorenasienmeisterschaften in Colombo mit einer Weite von 5,81 m den fünften Platz belegte. Zwei Jahre später erreichte sie bei den Juniorenasienmeisterschaften in Taipeh mit 5,68 m Rang sieben und 2016 gewann sie bei den Südasienspielen in Guwahati mit 5,89 m die Bronzemedaille hinter den Inderinnen Mayookha Johny und Shardha Ghule. 2019 nahm sie an den Militärweltspielen in Wuhan teil und wurde dort mit 6,15 m Vierte. Anschließend siegte sie bei den Südasienspielen in Kathmandu mit einem Sprung auf 6,38 m und sicherte sich auch mit der sri-lankischen 4-mal-100-Meter-Staffel in 44,89 s die Goldmedaille. 2022 gelangte sie bei den Commonwealth Games in Birmingham mit 6,07 m auf den zwölften Platz und im Jahr darauf wurde sie bei den Asienmeisterschaften in Bangkok mit 5,97 m Zehnte. Anschließend belegte sie bei den Asienspielen in Hangzhou mit 6,14 m den sechsten Platz.
In den Jahren 2016 und von 2020 bis 2023 wurde Silva sri-lankische Meisterin im Weitsprung.

## Persönliche Bestleistungen
- 100 Meter: 12,18 s (−0,5 m/s), 16. August 2019 in Colombo
- Weitsprung: 6,65 m (−1,4 m/s), 12. Februar 2022 in Colombo (sri-lankischer Rekord)